# Campeonato Europeu de Patinação Artística no Gelo de 2011
O Campeonato Europeu de Patinação Artística no Gelo de 2011 foi a centésima terceira edição do Campeonato Europeu de Patinação Artística no Gelo, um evento anual de patinação artística no gelo organizado pela União Internacional de Patinação (em inglês:  International Skating Union) onde os patinadores artísticos competem pelo título de campeão europeu. A competição foi disputada entre os dias 24 de janeiro e 30 de janeiro, na cidade de Berna, Suíça.

## Eventos
- Individual masculino
- Individual feminino
- Duplas
- Dança no gelo

## Medalhistas
| Evento                        | Ouro                                         | Prata                                        | Bronze                                 |
| Individual masculino detalhes | Florent Amodio · França                      | Brian Joubert · França                       | Tomáš Verner · República Tcheca        |
| Individual feminino detalhes  | Sarah Meier · Suíça                          | Carolina Kostner · Itália                    | Kiira Korpi · Finlândia                |
| Duplas detalhes               | Aliona Savchenko · Robin Szolkowy · Alemanha | Yuko Kavaguti · Alexander Smirnov · Rússia   | Vera Bazarova · Yuri Larionov · Rússia |
| Dança no gelo detalhes        | Nathalie Péchalat · Fabian Bourzat · França  | Ekaterina Bobrova · Dmitri Soloviev · Rússia | Sinead Kerr · John Kerr · Reino Unido  |

## Resultados

### Individual masculino

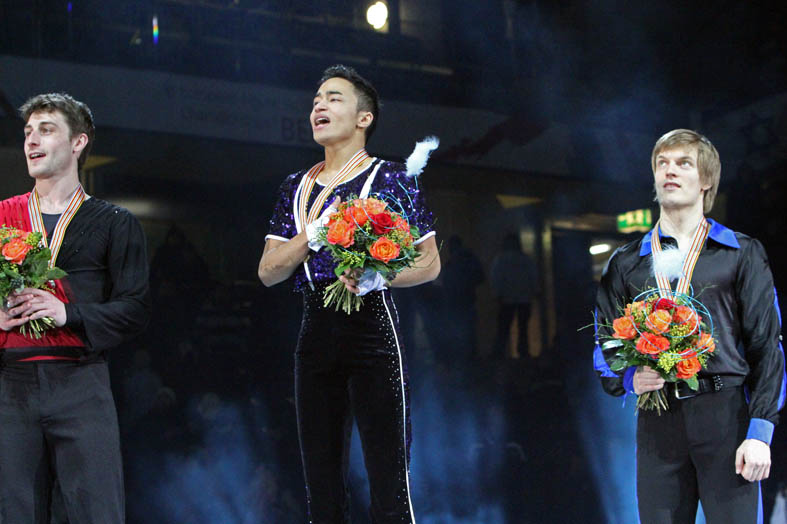
Pódio da competição masculina.

| Pos.                                                  | Nome                  | Nacionalidade        | Pontos | RP         | PC         | PL          |
| ----------------------------------------------------- | --------------------- | -------------------- | ------ | ---------- | ---------- | ----------- |
| Medalha de ouro                                       | Florent Amodio        | França               | 226.86 | —          | 78.11 (1)  | 148.75 (3)  |
| Medalha de prata                                      | Brian Joubert         | França               | 223.01 | —          | 70.44 (7)  | 152.57 (1)  |
| Medalha de bronze                                     | Tomáš Verner          | República Tcheca     | 222.60 | —          | 72.91 (5)  | 149.69 (2)  |
| 4                                                     | Kevin van der Perren  | Bélgica              | 216.59 | —          | 73.61 (4)  | 142.98 (5)  |
| 5                                                     | Artur Gachinski       | Rússia               | 216.07 | —          | 73.76 (3)  | 142.31 (6)  |
| 6                                                     | Samuel Contesti       | Itália               | 204.88 | —          | 72.78 (6)  | 132.10 (9)  |
| 7                                                     | Konstantin Menshov    | Rússia               | 202.62 | —          | 58.82 (14) | 143.80 (4)  |
| 8                                                     | Michal Březina        | República Tcheca     | 201.39 | —          | 76.13 (2)  | 125.26 (10) |
| 9                                                     | Javier Fernández      | Espanha              | 199.65 | —          | 60.48 (11) | 139.17 (7)  |
| 10                                                    | Alban Préaubert       | França               | 196.15 | —          | 63.77 (10) | 132.38 (8)  |
| 11                                                    | Peter Liebers         | Alemanha             | 189.00 | —          | 64.53 (9)  | 124.47 (11) |
| 12                                                    | Paolo Bacchini        | Itália               | 178.34 | —          | 59.39 (12) | 118.95 (13) |
| 13                                                    | Adrian Schultheiss    | Suécia               | 178.19 | —          | 58.36 (15) | 119.83 (12) |
| 14                                                    | Kristoffer Berntsson  | Suécia               | 172.58 | —          | 66.62 (8)  | 105.96 (21) |
| 15                                                    | Anton Kovalevski      | Ucrânia              | 169.33 | —          | 53.47 (19) | 115.86 (14) |
| 16                                                    | Jorik Hendrickx       | Bélgica              | 168.39 | 118.46 (1) | 59.14 (13) | 109.25 (19) |
| 17                                                    | Kim Lucine            | Mônaco               | 167.97 | 115.12 (2) | 52.56 (20) | 115.41 (15) |
| 18                                                    | Viktor Pfeifer        | Áustria              | 164.83 | —          | 55.70 (17) | 109.13 (20) |
| 19                                                    | Javier Raya           | Espanha              | 164.68 | 100.82 (5) | 51.98 (21) | 112.70 (17) |
| 20                                                    | Denis Wieczorek       | Alemanha             | 163.60 | 111.96 (3) | 50.62 (22) | 112.98 (16) |
| 21                                                    | Zoltán Kelemen        | Romênia              | 160.50 | 106.57 (4) | 50.38 (23) | 110.12 (18) |
| 22                                                    | Laurent Alvarez       | Suíça                | 159.45 | —          | 56.64 (16) | 102.81 (23) |
| 23                                                    | Maxim Shipov          | Israel               | 158.28 | 98.84 (8)  | 53.99 (18) | 104.29 (22) |
| 24                                                    | Stéphane Walker       | Suíça                | 137.64 | 95.51 (10) | 49.74 (24) | 87.90 (24)  |
| Não avançaram para a patinação livre / programa longo |                       |                      |        |            |            |             |
| 25                                                    | Maciej Cieplucha      | Polônia              | —      | 97.14 (9)  | 49.33 (25) |             |
| 26                                                    | Moris Pfeifhofer      | Suíça                | —      | 100.73 (6) | 46.93 (26) |             |
| 27                                                    | Ali Demirboga         | Turquia              | —      | 92.58 (11) | 42.09 (27) |             |
| 28                                                    | Justus Strid          | Dinamarca            | —      | 100.42 (7) | 41.84 (28) |             |
| Não avançaram para o programa curto                   |                       |                      |        |            |            |             |
| 29                                                    | David Richardson      | Reino Unido          | —      | 91.59 (12) |            |             |
| 30                                                    | Tigran Vardanjan      | Hungria              | —      | 89.59 (13) |            |             |
| 31                                                    | Damjan Ostojič        | Bósnia e Herzegovina | —      | 85.58 (14) |            |             |
| 32                                                    | Jakub Strobl          | Eslováquia           | —      | 83.21 (15) |            |             |
| 33                                                    | Valtter Virtanen      | Finlândia            | —      | 79.90 (16) |            |             |
| 34                                                    | Saulius Ambrulevičius | Lituânia             | —      | 76.40 (17) |            |             |
| 35                                                    | Mikhail Karaliuk      | Bielorrússia         | —      | 71.03 (18) |            |             |
| 36                                                    | Boyito Mulder         | Países Baixos        | —      | 70.25 (19) |            |             |
| 37                                                    | Georgi Kenchadze      | Bulgária             | —      | 68.46 (20) |            |             |
| WD                                                    | Viktor Romanenkov     | Estônia              | —      | — (WD)     |            |             |

### Individual feminino

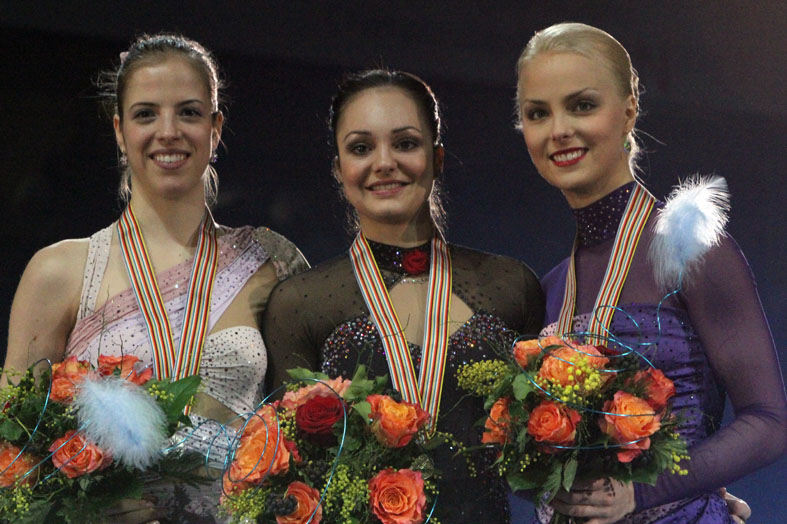
Pódio da competição feminina.

| Pos.                                                  | Nome                 | Nacionalidade    | Pontos | RP         | PC         | PL         |
| ----------------------------------------------------- | -------------------- | ---------------- | ------ | ---------- | ---------- | ---------- |
| Medalha de ouro                                       | Sarah Meier          | Suíça            | 170.60 | —          | 58.56 (3)  | 112.04 (2) |
| Medalha de prata                                      | Carolina Kostner     | Itália           | 168.54 | —          | 53.17 (6)  | 115.37 (1) |
| Medalha de bronze                                     | Kiira Korpi          | Finlândia        | 166.40 | —          | 63.50 (1)  | 102.90 (4) |
| 4                                                     | Ksenia Makarova      | Rússia           | 162.04 | —          | 60.35 (2)  | 101.69 (5) |
| 5                                                     | Alena Leonova        | Rússia           | 154.31 | —          | 48.40 (13) | 105.91 (3) |
| 6                                                     | Viktoria Helgesson   | Suécia           | 151.66 | —          | 54.70 (4)  | 96.96 (7)  |
| 7                                                     | Ira Vannut           | Bélgica          | 150.66 | 90.98 (1)  | 50.90 (10) | 99.76 (6)  |
| 8                                                     | Elene Gedevanishvili | Geórgia          | 147.96 | —          | 53.68 (5)  | 94.28 (8)  |
| 9                                                     | Maé Bérénice Méité   | França           | 138.74 | 87.10 (2)  | 51.61 (7)  | 87.13 (10) |
| 10                                                    | Valentina Marchei    | Itália           | 137.44 | —          | 51.24 (8)  | 86.20 (14) |
| 11                                                    | Sarah Hecken         | Alemanha         | 137.43 | —          | 51.12 (9)  | 86.31 (12) |
| 12                                                    | Sonia Lafuente       | Espanha          | 135.82 | —          | 49.10 (11) | 86.72 (11) |
| 13                                                    | Gerli Liinamäe       | Estônia          | 133.73 | —          | 44.07 (16) | 89.66 (9)  |
| 14                                                    | Jenna McCorkell      | Reino Unido      | 132.15 | —          | 48.65 (12) | 83.50 (15) |
| 15                                                    | Juulia Turkkila      | Finlândia        | 131.38 | —          | 45.17 (14) | 86.21 (13) |
| 16                                                    | Romy Bühler          | Suíça            | 122.33 | 74.69 (4)  | 44.42 (15) | 77.91 (17) |
| 17                                                    | Karina Johnson       | Dinamarca        | 121.63 | 69.34 (6)  | 38.30 (24) | 83.33 (16) |
| 18                                                    | Svetlana Issakova    | Estônia          | 118.44 | 73.42 (5)  | 42.30 (18) | 76.14 (18) |
| 19                                                    | Viktória Pavuk       | Hungria          | 112.70 | —          | 42.18 (19) | 70.52 (21) |
| 20                                                    | Daša Grm             | Eslovênia        | 112.54 | —          | 38.97 (21) | 73.57 (20) |
| 21                                                    | Alice Garlisi        | Itália           | 112.36 | 78.81 (3)  | 38.79 (22) | 73.57 (19) |
| 22                                                    | Fleur Maxwell        | Luxemburgo       | 110.59 | 65.29 (9)  | 43.64 (17) | 66.95 (24) |
| 23                                                    | Hristina Vassileva   | Bulgária         | 106.79 | 64.31 (10) | 39.11 (20) | 67.68 (22) |
| 24                                                    | Alexandra Kunova     | Eslováquia       | 105.86 | —          | 38.67 (23) | 67.19 (23) |
| Não avançaram para a patinação livre / programa longo |                      |                  |        |            |            |            |
| 25                                                    | Anne Line Gjersem    | Noruega          | —      | 67.38 (7)  | 34.66 (25) |            |
| 26                                                    | Irina Movchan        | Ucrânia          | —      | —          | 31.43 (26) |            |
| 27                                                    | Clara Peters         | Irlanda          | —      | 65.70 (8)  | 30.91 (27) |            |
| 28                                                    | Birce Atabey         | Turquia          | —      | —          | 30.50 (28) |            |
| Não avançaram para o programa curto                   |                      |                  |        |            |            |            |
| 29                                                    | Belinda Schönberger  | Áustria          | —      | 63.95 (11) |            |            |
| 30                                                    | Nastassia Hrybko     | Bielorrússia     | —      | 63.81 (12) |            |            |
| 31                                                    | Martina Boček        | República Tcheca | —      | 61.67 (13) |            |            |
| 32                                                    | Cecilia Törn         | Finlândia        | —      | 60.54 (14) |            |            |
| 33                                                    | Marina Seeh          | Sérvia           | —      | 58.30 (15) |            |            |
| 34                                                    | Katherine Hadford    | Hungria          | —      | 57.51 (16) |            |            |
| 35                                                    | Georgia Glastris     | Grécia           | —      | 57.37 (17) |            |            |
| 36                                                    | Sabina Măriuţă       | Romênia          | —      | 47.38 (18) |            |            |
| 37                                                    | Mirna Libric         | Croácia          | —      | 45.91 (19) |            |            |
| WD                                                    | Manouk Gijsman       | Países Baixos    | —      | — (WD)     |            |            |

### Duplas

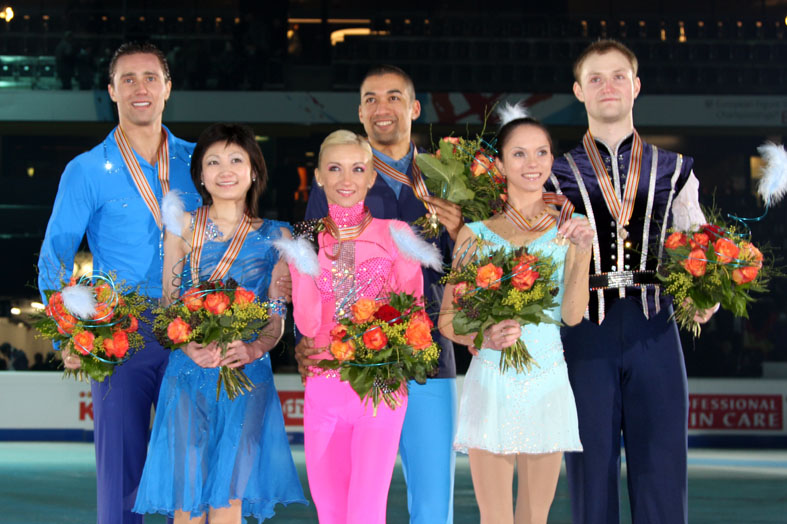
Pódio da competição de duplas.

| Pos.              | Nome                                      | Nacionalidade    | Pontos | PC         | PL         |
| ----------------- | ----------------------------------------- | ---------------- | ------ | ---------- | ---------- |
| Medalha de ouro   | Aliona Savchenko / Robin Szolkowy         | Alemanha         | 206.20 | 72.31 (1)  | 133.89 (2) |
| Medalha de prata  | Yuko Kavaguti / Alexander Smirnov         | Rússia           | 203.61 | 69.49 (2)  | 134.12 (1) |
| Medalha de bronze | Vera Bazarova / Yuri Larionov             | Rússia           | 188.24 | 62.89 (3)  | 125.35 (3) |
| 4                 | Katarina Gerboldt / Alexander Enbert      | Rússia           | 169.95 | 57.50 (5)  | 112.45 (4) |
| 5                 | Stefania Berton / Ondřej Hotárek          | Itália           | 164.83 | 60.08 (4)  | 104.75 (5) |
| 6                 | Maylin Hausch / Daniel Wende              | Alemanha         | 149.97 | 53.86 (6)  | 96.11 (6)  |
| 7                 | Klára Kadlecová / Petr Bidař              | República Tcheca | 139.94 | 48.45 (8)  | 91.49 (7)  |
| 8                 | Stacey Kemp / David King                  | Reino Unido      | 128.04 | 48.46 (7)  | 79.58 (9)  |
| 9                 | Adeline Canac / Yannick Bonheur           | França           | 125.34 | 43.02 (9)  | 82.32 (8)  |
| 10                | Lubov Bakirova / Mikalai Kamianchuk       | Bielorrússia     | 120.72 | 41.51 (10) | 79.21 (10) |
| 11                | Katharina Gierok / Florian Just           | Alemanha         | 118.06 | 40.70 (11) | 77.36 (11) |
| 12                | Carolina Gillespie / Luca Dematte         | Itália           | 115.53 | 40.11 (12) | 75.42 (12) |
| 13                | Natalja Zabijako / Sergei Kulbach         | Estônia          | 106.47 | 35.01 (14) | 71.46 (13) |
| 14                | Sally Hoolin / Jakub Šafránek             | Reino Unido      | 104.16 | 36.41 (13) | 67.75 (14) |
| 15                | Stina Martini / Severin Kiefer            | Áustria          | 100.87 | 34.74 (15) | 66.13 (15) |
| WD                | Danielle Montalbano / Evgeni Krasnapolski | Israel           | —      | — (WD)     |            |

### Dança no gelo

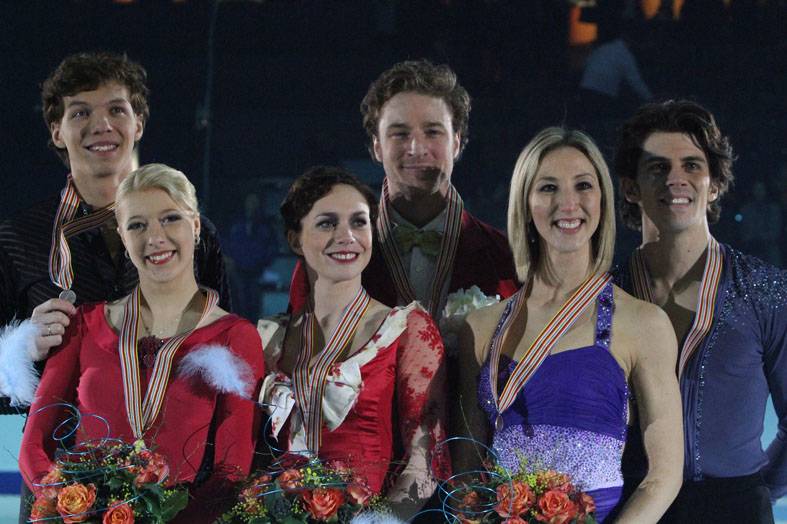
Pódio da competição de dança no gelo.

| Pos.                             | Nome                                       | Nacionalidade    | Pontos | RP         | DC         | DL         |
| -------------------------------- | ------------------------------------------ | ---------------- | ------ | ---------- | ---------- | ---------- |
| Medalha de ouro                  | Nathalie Péchalat / Fabian Bourzat         | França           | 167.40 | —          | 66.91 (1)  | 100.49 (1) |
| Medalha de prata                 | Ekaterina Bobrova / Dmitri Soloviev        | Rússia           | 161.14 | —          | 65.46 (2)  | 95.68 (2)  |
| Medalha de bronze                | Sinead Kerr / John Kerr                    | Reino Unido      | 157.49 | —          | 62.87 (3)  | 94.62 (3)  |
| 4                                | Elena Ilinykh / Nikita Katsalapov          | Rússia           | 153.48 | —          | 60.93 (4)  | 92.55 (4)  |
| 5                                | Federica Faiella / Massimo Scali           | Itália           | 145.92 | —          | 57.18 (8)  | 88.74 (5)  |
| 6                                | Ekaterina Riazanova / Ilia Tkachenko       | Rússia           | 145.05 | —          | 60.91 (5)  | 84.14 (6)  |
| 7                                | Nelli Zhiganshina / Alexander Gazsi        | Alemanha         | 140.69 | 79.27 (2)  | 57.82 (7)  | 82.87 (7)  |
| 8                                | Nóra Hoffmann / Maxim Zavozin              | Hungria          | 140.30 | —          | 58.00 (6)  | 82.30 (8)  |
| 9                                | Pernelle Carron / Lloyd Jones              | França           | 135.41 | —          | 57.23 (8)  | 78.18 (10) |
| 10                               | Lucie Myslivečková / Matěj Novák           | República Tcheca | 135.35 | 80.54 (1)  | 54.37 (10) | 80.98 (9)  |
| 11                               | Siobhan Heekin-Canedy / Alexander Shakalov | Ucrânia          | 123.27 | —          | 49.15 (11) | 74.12 (11) |
| 12                               | Isabella Tobias / Deividas Stagniūnas      | Lituânia         | 121.36 | 65.36 (8)  | 49.00 (13) | 72.36 (12) |
| 13                               | Nadezhda Frolenkova / Mikhail Kasalo       | Ucrânia          | 120.86 | —          | 47.73 (13) | 73.13 (12) |
| 14                               | Penny Coomes / Nicholas Buckland           | Reino Unido      | 116.47 | 73.79 (3)  | 44.78 (18) | 71.69 (14) |
| 15                               | Sara Hurtado / Adria Diaz                  | Espanha          | 115.81 | 67.20 (5)  | 44.84 (17) | 70.97 (15) |
| 16                               | Lorenza Alessandrini / Simone Vaturi       | Itália           | 115.35 | —          | 47.69 (14) | 67.66 (18) |
| 17                               | Allison Reed / Otar Japaridze              | Geórgia          | 114.73 | 66.24 (7)  | 46.86 (16) | 67.87 (17) |
| 18                               | Federica Testa / Christopher Mior          | Itália           | 112.64 | 67.90 (4)  | 47.52 (15) | 65.12 (19) |
| 19                               | Ramona Elsener / Florian Roost             | Suíça            | 111.86 | 53.50 (12) | 42.35 (19) | 69.51 (16) |
| 20                               | Brooke Frieling / Lionel Rumi              | Israel           | 99.63  | —          | 41.69 (20) | 57.94 (20) |
| Não avançaram para a dança livre |                                            |                  |        |            |            |            |
| 21                               | Irina Shtork / Taavi Rand                  | Estônia          | —      | 66.38 (6)  | 38.76 (21) |            |
| Não avançaram para a dança curta |                                            |                  |        |            |            |            |
| 22                               | Nikola Višňová / Lukáš Csolley             | Eslováquia       | —      | 63.92 (9)  |            |            |
| 23                               | Kira Geil / Tobias Eisenbauer              | Áustria          | —      | 63.09 (10) |            |            |
| 24                               | Zsuzsanna Nagy / Máté Fejes                | Hungria          | —      | 61.70 (11) |            |            |
| 25                               | Lesia Valadzenkava / Vitali Vakunov        | Bielorrússia     | —      | 53.41 (13) |            |            |
| 26                               | Henna Lindholm / Ossi Kanervo              | Finlândia        | —      | 50.75 (14) |            |            |
| 27                               | Kristina Tremasova / Dimitar Lichev        | Bulgária         | —      | 42.88 (15) |            |            |

## Quadro de medalhas
| Ordem | País             | Medalha de ouro | Medalha de prata | Medalha de bronze |    | Ordem por total |
| ----- | ---------------- | --------------- | ---------------- | ----------------- | -- | --------------- |
| 1     | França           | 2               | 1                |                   | 3  | 1               |
| 2     | Alemanha         | 1               |                  |                   | 1  | 3               |
| 2     | Suíça            | 1               |                  |                   | 1  | 3               |
| 4     | Rússia           |                 | 2                | 1                 | 3  | 1               |
| 5     | Itália           |                 | 1                |                   | 1  | 3               |
| 6     | Finlândia        |                 |                  | 1                 | 1  | 3               |
| 6     | Reino Unido      |                 |                  | 1                 | 1  | 3               |
| 6     | República Tcheca |                 |                  | 1                 | 1  | 3               |
| TOTAL | TOTAL            | 4               | 4                | 4                 | 12 | —               |